# Cinque donne per strada
Cinque donne in strada (Fünf Frauen auf der Straße) è un dipinto a olio su tela (120,5x91 cm) di Ernst Ludwig Kirchner, realizzato a Berlino nel 1913 e conservato a Colonia presso il Museo Ludwig.

## Descrizione
Le cinque donne, forse prostitute, e l'ambiente in cui vivono vengono proposte attraverso colori acidi e stridenti, come il giallo acido e il blu scuro, ad esprimere la sofferenza dell'uomo moderno. Il quadro appartiene al periodo berlinese di Kirchner, nel quale le pennellate e la struttura delle opere tendono a farsi ancora più violente e ad avvicinarsi all'acutezza formale dell'architettura gotica. L'ambientazione urbana è data per accenni ai margini della superficie (una ruota di automobile in basso a sinistra, un palazzo d'abitazione a destra), ma tende ad imporsi per lo sfondo dipinto in verde acido che tende ad inglobare le esili figure, rigide e inespressive. I valori della tradizione pittorica europea sono invertiti. In questo quadro l'artista vuole far apparire queste donne come uccellacci perché esse si prostituiscono, non a causa della miseria, ma soltanto per diventare ancora più ricche. Nessuna delle donne che camminano si rende conto delle altre e sembra che si muovano da sole.